# Jaroslav Fragner
Jaroslav Fragner (25. prosince 1898 Praha – 3. ledna 1967 tamtéž) byl český architekt, malíř a návrhář.

## Životopis
Účastnil se 1. světové války, kde byl v prosinci 1917 vážně zraněn (na italské frontě u Piavy). Po uzdravení studoval na ČVUT architekturu u profesora Antonína Engela (1917–1922). Studia ale pro neshody s vyučujícími nedokončil. Zpočátku krátce pracoval v ateliéru s Karlem Honzíkem a Evženem Linhartem, od roku 1922 se věnoval samostatné práci. V roce 1934–1935 dokončil svá studia v mistrovské třídě na Akademii výtvarných umění u profesora Josefa Gočára.
Spolu s Karlem Honzíkem, Evženem Linhartem a Vítem Obrtelem tvořili tzv. Puristickou čtyřku. Roku 1923 společně vstoupili do Devětsilu. Vedle Puristické čtyřky tvořili Architektonickou sekci Devětsilu (ARDEV) ještě František Maria Černý, Bedřich Feuerstein, Antonín Heythum, Jiří Kroha, Jaromír Krejcar a Pavel Smetana.
Po rozpadu Devětsilu vstoupil v roce 1931 do Spolku výtvarných umělců Mánes. Zde se významně společensky angažoval. V roce 1934 se stal předsedou skupiny architektů SVU Mánes, v roce 1936 místopředsedou a v roce 1939 předsedou SVU Mánes. Fragner byl stoupencem spojení moderní architektury s výtvarným uměním. Na celkovém řešení navrhovaných projektů často spolupracoval s předními malíři a sochaři. 
Po válce byl jmenován profesorem na Akademii výtvarných umění a v letech 1954–1958 zde působil jako rektor. Vlastní projekční ateliér provozoval po roce 1948 pod hlavičkou Stavoprojektu (1948–1954) a později pod hlavičkou SÚRPMO. V roce 1953 byl jmenován předsedou Svazu architektů ÚSČVU. V roce 1956 písemně protestoval proti rozhodnutí o zrušení SVU Mánes a zabavení jeho majetku státem. V roce 1959 byl odvolán ze všech funkcí, ale paradoxně i zahrnut poctami: byl mu propůjčen Řád práce a v roce 1965 titul národní umělec.

### Osobní život
Jeho první manželkou byla tanečnice a choreografka Milča Mayerová. V roce 1936 pro ni navrhl letní domek se soláriem v Nespekách.
Podruhé se oženil v říjnu 1940 s fotografkou a herečkou Věrou Gabrielovou.

## Dílo

### Kubismus
Z let 1918–1922 se dochovaly studie kubistických průčelí, nábytku a grafické návrhy.

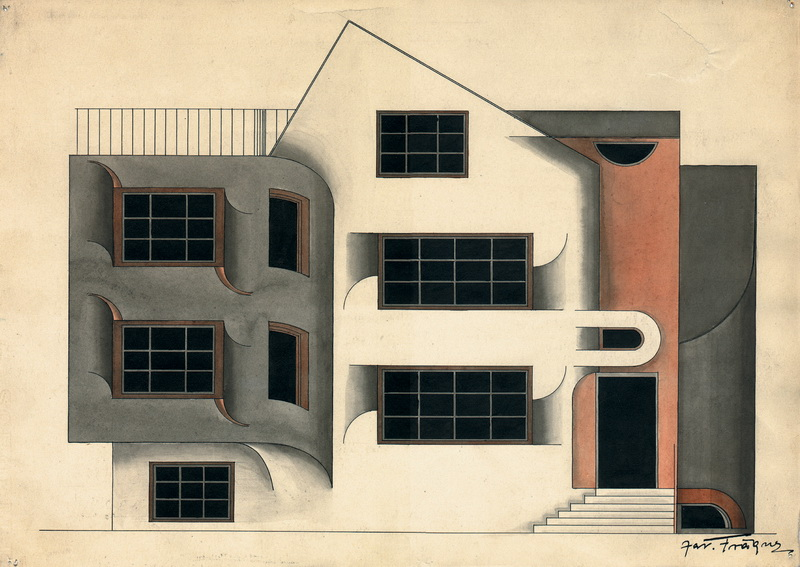
Průčelí rodinného domu III, studentská práce, 1918–1922

### Funkcionalismus
Ve dvacátých letech mezi jeho první práce patří soutěžní návrh na divadlo v Olomouci ve spolupráci s Evženem Linhartem  a dva činžovní domy v Praze-Košířích. 
Na přelomu dvacátých a třicátých let vytvořil čistě funkcionalistické návrhy a realizace. Sem patří Kojenecký pavilon v Mukačevu, návrhy vil na Barrandově, realizované vily v Kolíně a v Nespekách a dále průmyslové objekty továrny Léčiva B. F. v Dolních Měcholupech.
Jeho významným klientem byl Ing. Václav Budil, ředitel Elektrárenského svazu středolabských okresů (ESSO). Nejdříve mu vyprojektoval v letech 1928–1929 soukromou tzv. Budilovu vilu v Kolíně a brzy poté Fragner vyhrál soutěž na komplex nové kolínské elektrárny ESSO. Po dokončení první fáze projektu v roce 1932 mu postupně zadal i výstavbu nejen několika dalších objektů v Kolíně (obytné domy, administrativní budova), v Kostelci nad Černými lesy (rozvodna a dělnické domy ESSO) a v Uhlířských Janovicích (rozvodna ESSO), ale i vlastní letní vilu v Kostelci nad Černými lesy.
Účastnil se rovněž na vítězném projektu novostavby kancelářské budovy ČTK v Opletalově ulici (1927, spoluautoři: Karel Honzík, Josef Havlíček, Evžen Linhart, Pavel Smetana).

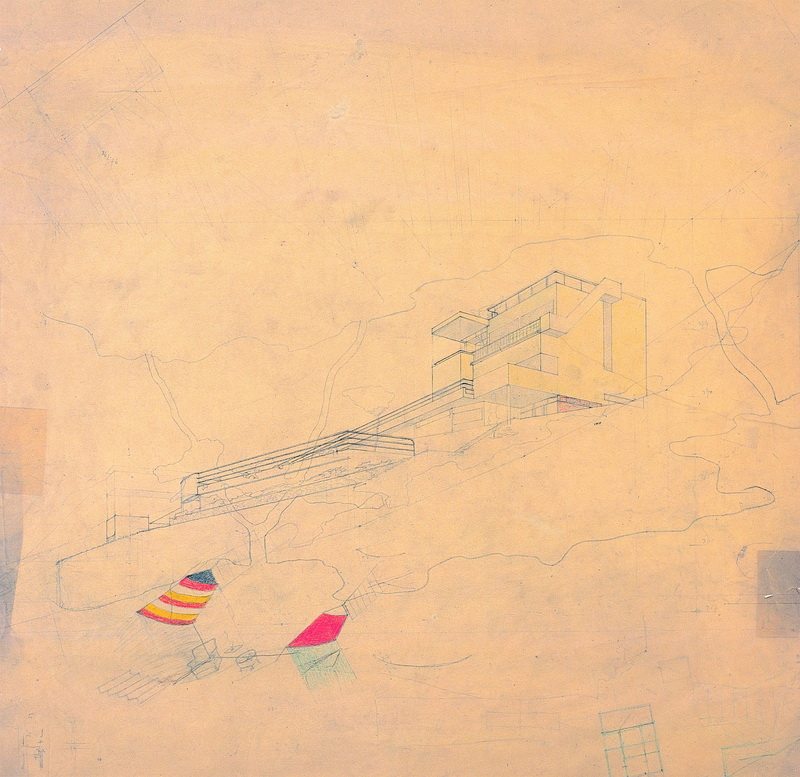
Návrh vily pro zahradní čtvrť Barrandov. Varianta typové vily pro Ing. J. Němce na parcele 18c. Během realizace projekt změněn. Tužka a pastel na pauzáku. 1928–1932
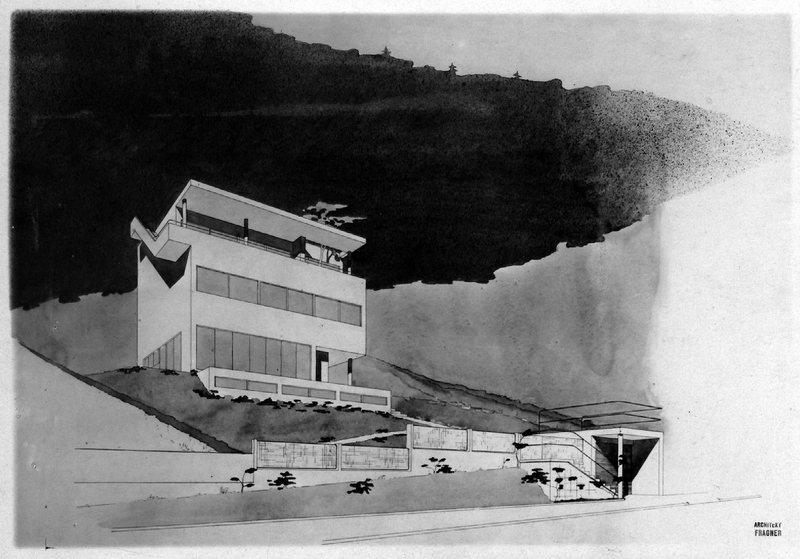
Návrh vily pro zahradní čtvrť Barrandov. Typ NS7, perspektiva, 1928–1932
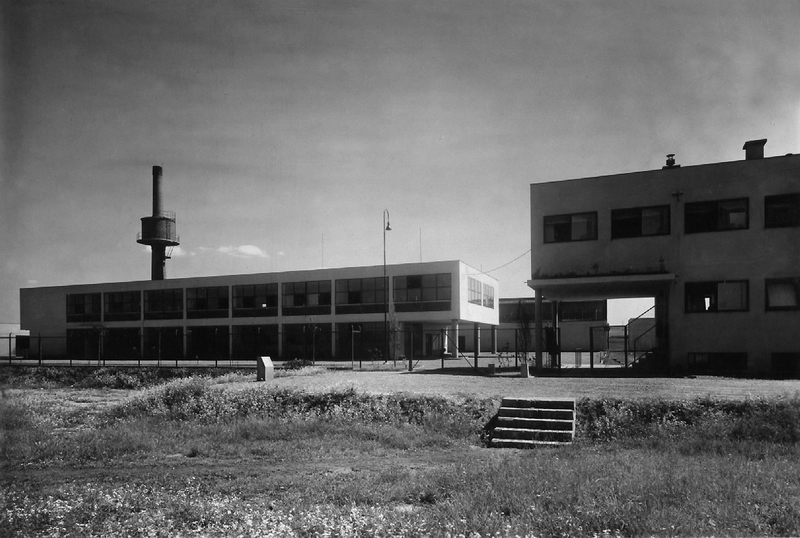
Léčiva B.F. – továrna lučebnin a léčiv, Praha-Dolní Měcholupy, I. etapa, 1930
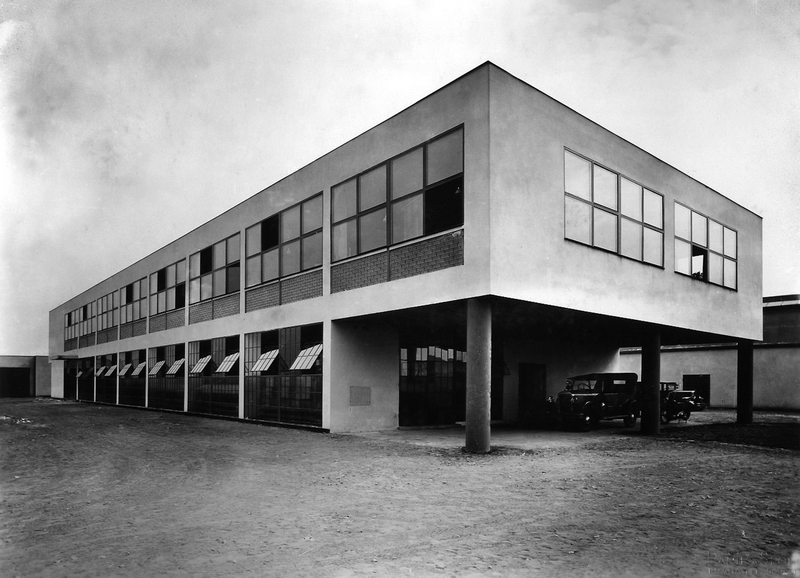
Léčiva B.F. – továrna lučebnin a léčiv, Praha-Dolní Měcholupy, I. etapa, 1930
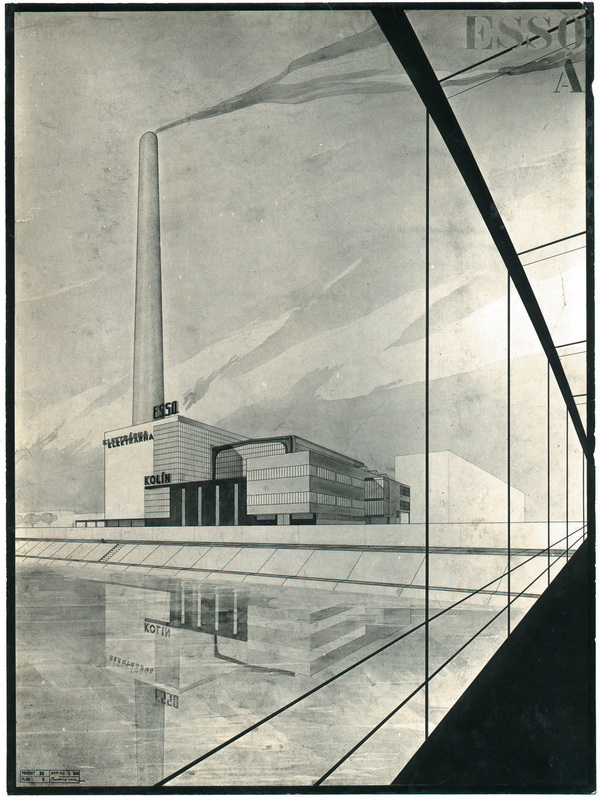
Elektrárna ESSO v Kolíně. Perspektiva k zastavovacímu plánu (pohled z železničního mostu), 1930–1932
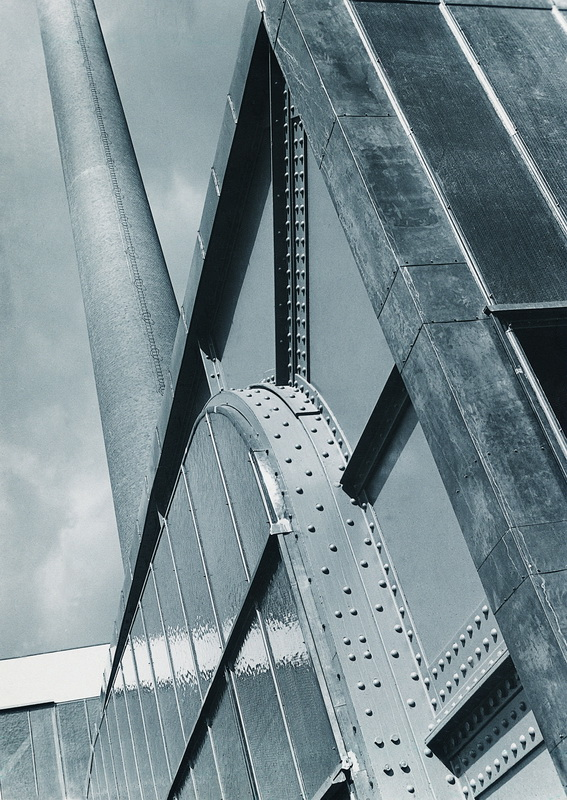
Elektrárna ESSO v Kolíně. Detail průčelí, 1932. Fotografie: Eugen Wiškovský.

### Třicátá léta
Pod vlivem Le Corbusierovým se odchýlil od čistě funkcionalistické tvorby. Podnikl studijní cesty do Francie (1935) a Spojených států amerických (1936). V této době realizoval budovu pojišťovny Merkur v Praze v Revoluční třídě a navrhl řadu interiérů.

Palác pojišťovny Merkur v Praze
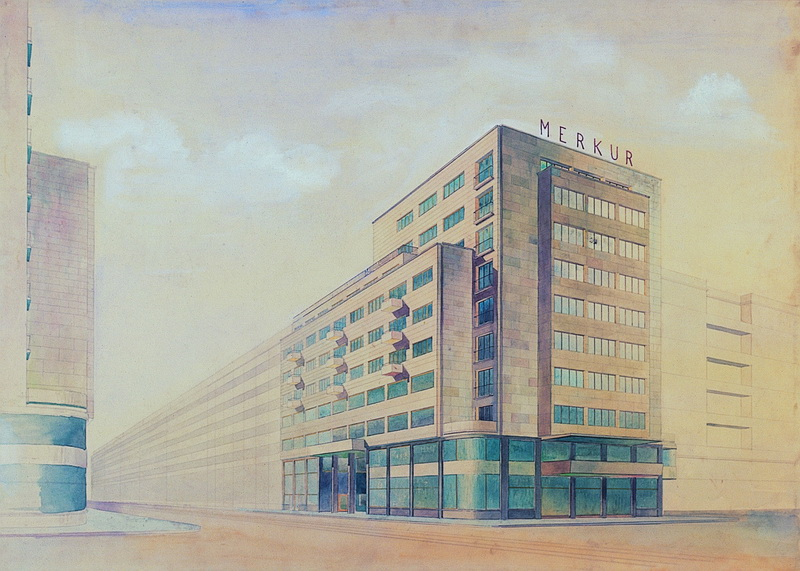
Perspektiva z užší soutěže, 1934.[p 1]
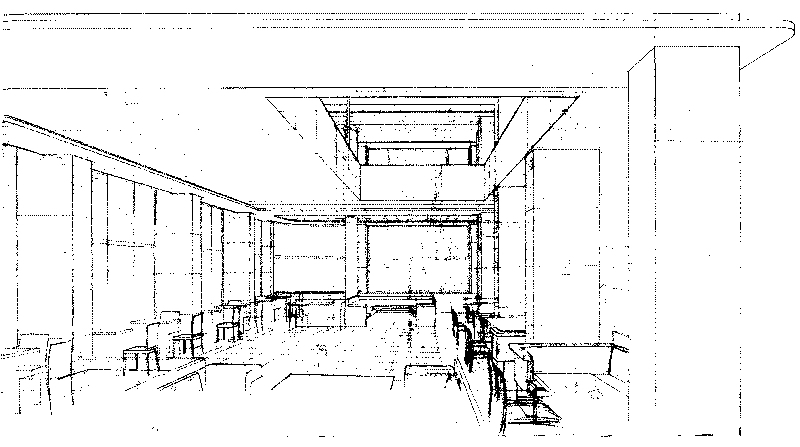
Perspektiva interiéru kavárny, 1934.
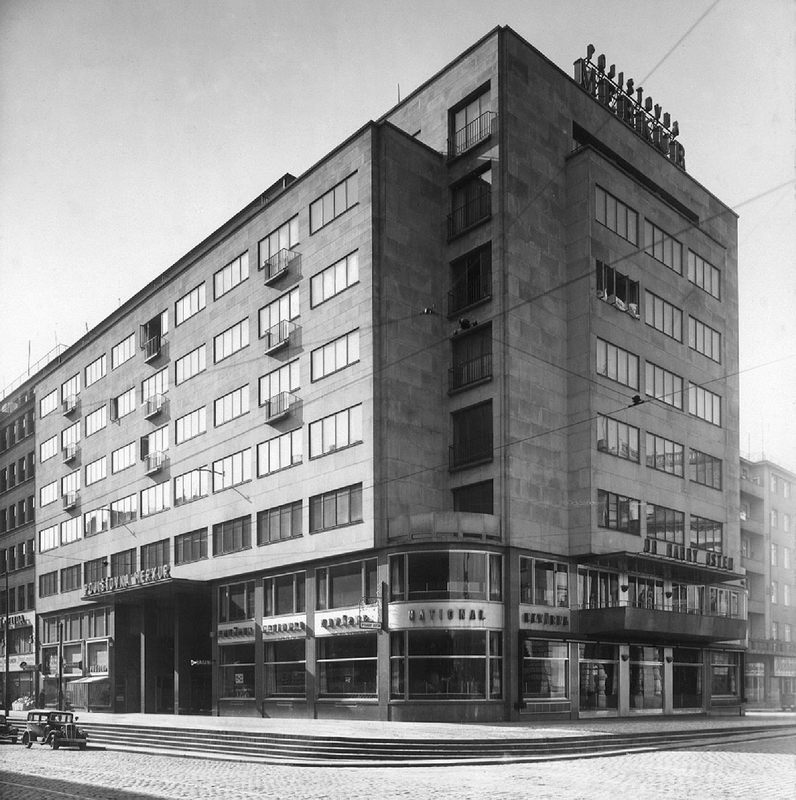
Pohled od Revoluční třídy, 1936.
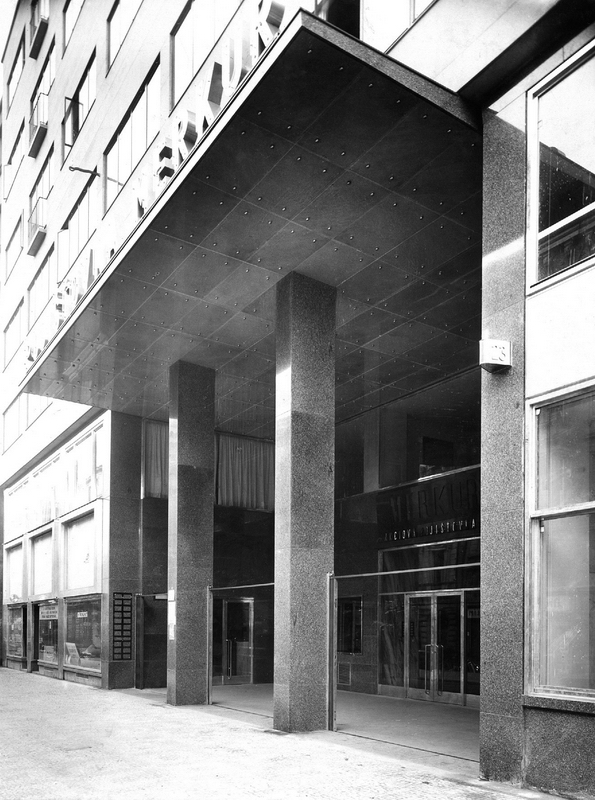
Vstupní markýza, 1936.

### Po roce 1945
Po druhé světové válce v projektu Parlamentu Republiky československé na Letné (spolu s Vincencem Makovským) opustil funkcionalistický styl. Vedle své pedagogické činnosti se věnoval především rekonstrukcím historických objektů. Sem patří jeho rekonstrukce Karolina, Betlémské kaple a práce na Pražském hradě (např. dlažba 2. nádvoří).

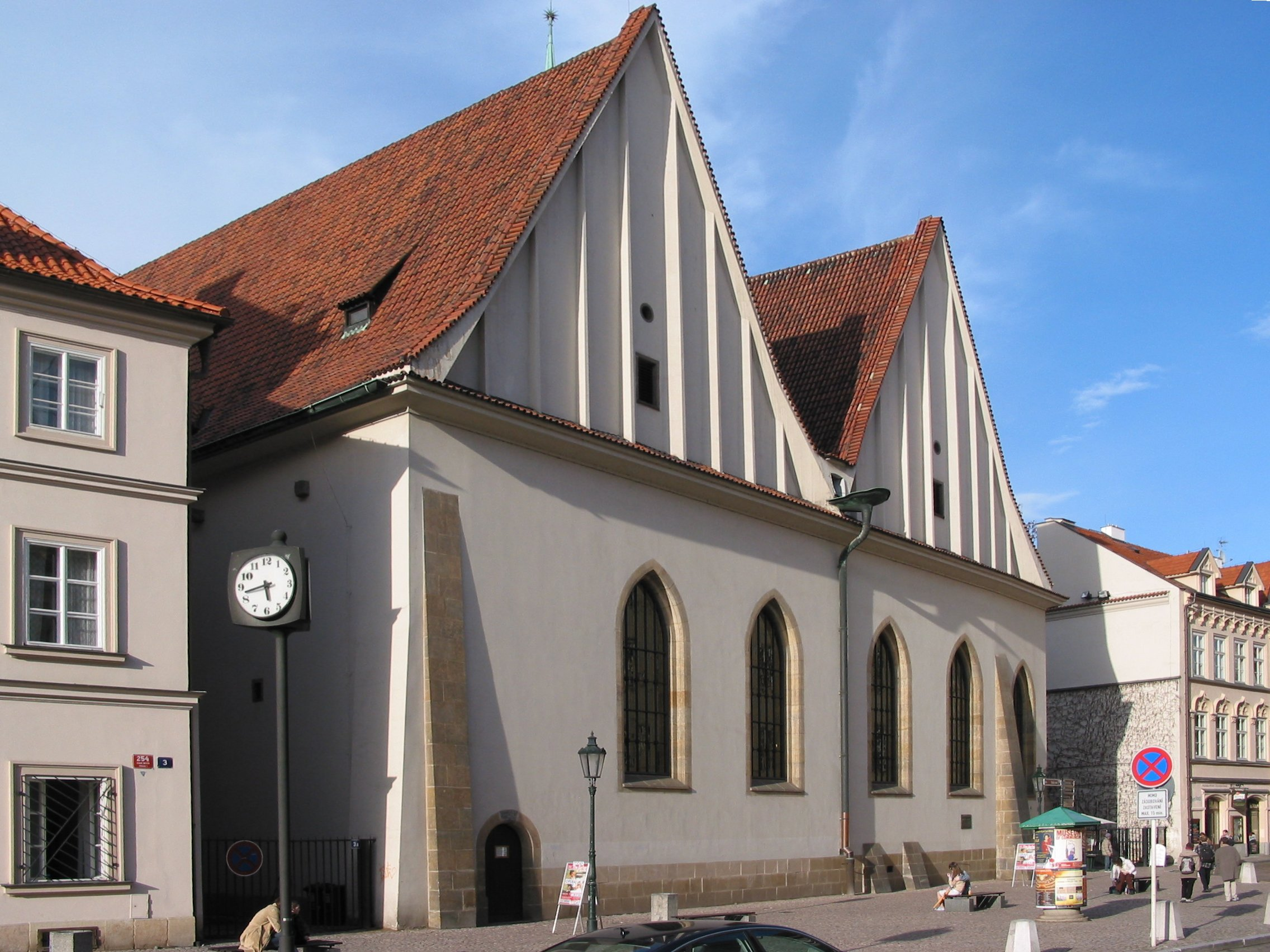
Betlémská kaple, současná podoba po rekonstrukci podle projektu Jaroslava Fragnera, 1947–1967
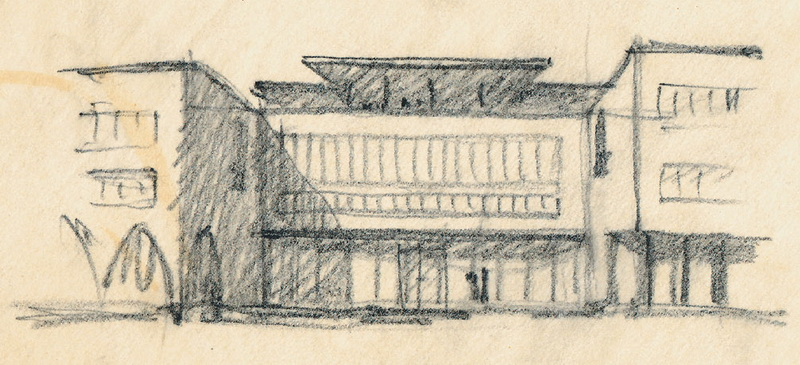
Karolinum, studie vstupního průčelí a čestného dvora, asi 1946–1950
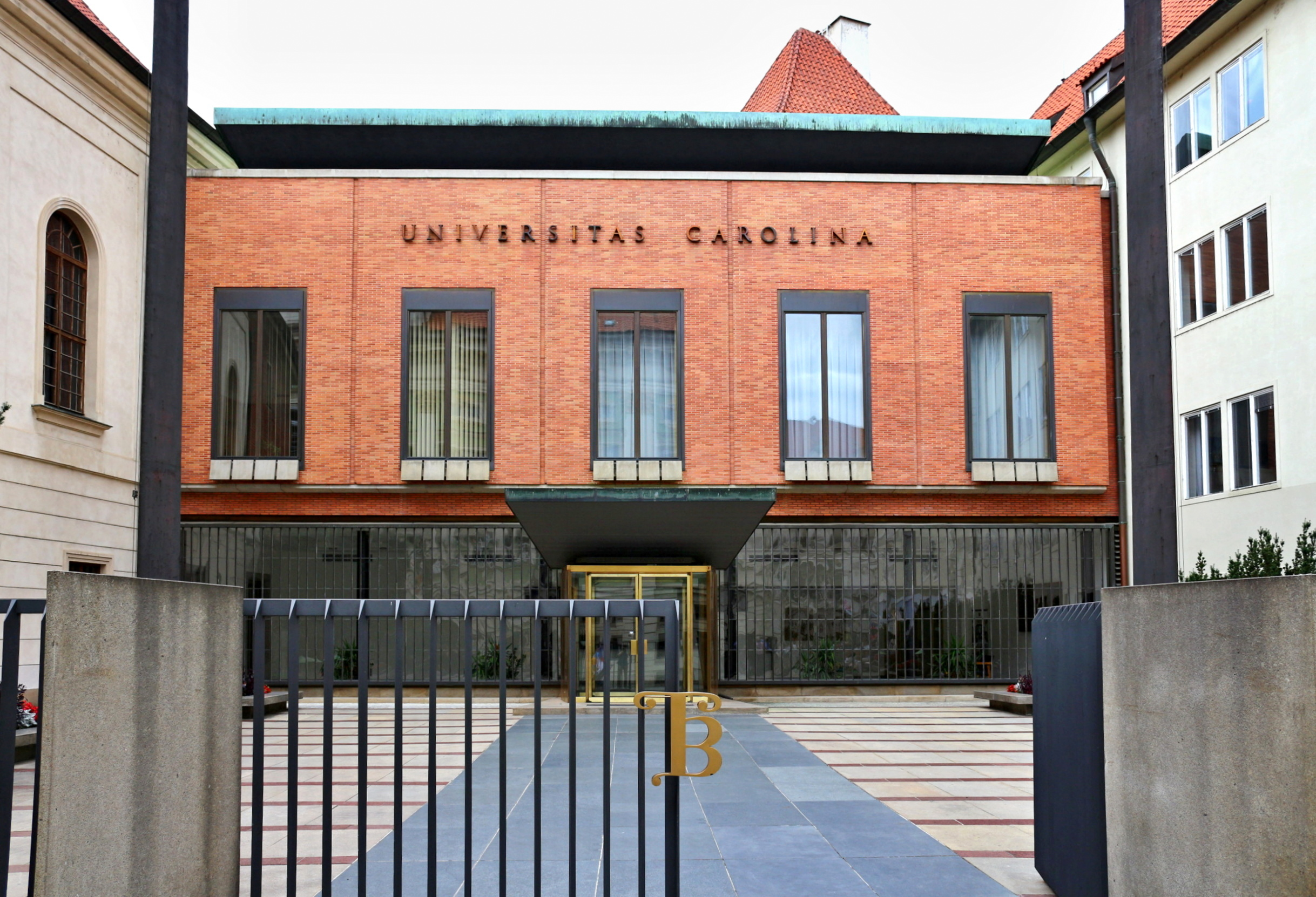
Karolinum, vstupní průčelí a čestný dvůr, současný stav.
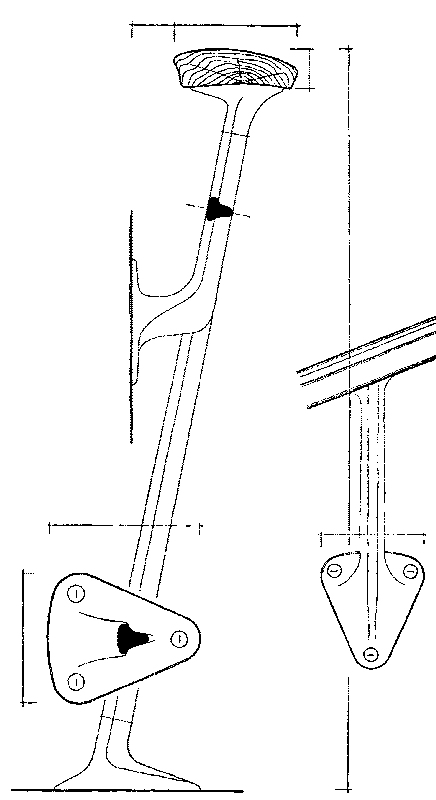
Karolinum, detail zábradlí hlavního schodiště, asi 1946–1950.

Některé Fragnerovy stavby (elektrárna ESSO v Kolíně, vily ze 30. let, rekonstrukce Karolina) jsou řazeny k vrcholům české architektury 20. století.

### Realizované stavby (výběr)
- Kojenecký pavilon dětského domova v Mukačevu, 1922–1928
- Bytový dům; Praha - Košíře, 1927
- Léčiva B. F., 1929–1930, Praha-Dolní Měcholupy
- Vila Ing. Budila v Kolíně, 1930
- Elektrárna ESSO[15] v Kolíně, 1929–1932
- Reálné gymnázium, Frýdecká 30, Český Těšín, 1928–1934
- Vila Ing. Havla na Barrandově, 1919–1931
- Obytný dům s prodejnou Auto Tatra – Skoch, Kolín, 1930–1932
- Movila, letní dům JUDr. J. Moráka, Nespeky, 1932–1940
- Buvila, Letní vila Ing. Budila v Kostelci nad Černými lesy, 1931–1932
- Rozvodna ESSO s prodejnou a byty, Kostelec nad Černými lesy, 1933–1934,
- Palác pojišťovny Merkur, Praha, Revoluční ulice, 1934–1936
- Letní dům a solárium Milči Mayerové, Nespeky, 1936
- Orvila, rekreační dům pana Orlického, Nespeky, 1938–1940
- Rekonstrukce a dostavba Karolina, 1945–1968
- Loděnice ČKD v Praze-Libni, 1949
- Dům kultury v Ostravě, 1955–1959
- Planetárium Praha, 1957–1960[16]
- Rekonstrukce Betlémské kaple, 1949–1965
- Úpravy Pražského hradu, 1956–1967
  - úpravy interiérů: Široká Rudolfova chodba, Malé salonky a galerie
  - dlažba II. nádvoří

## Galerie

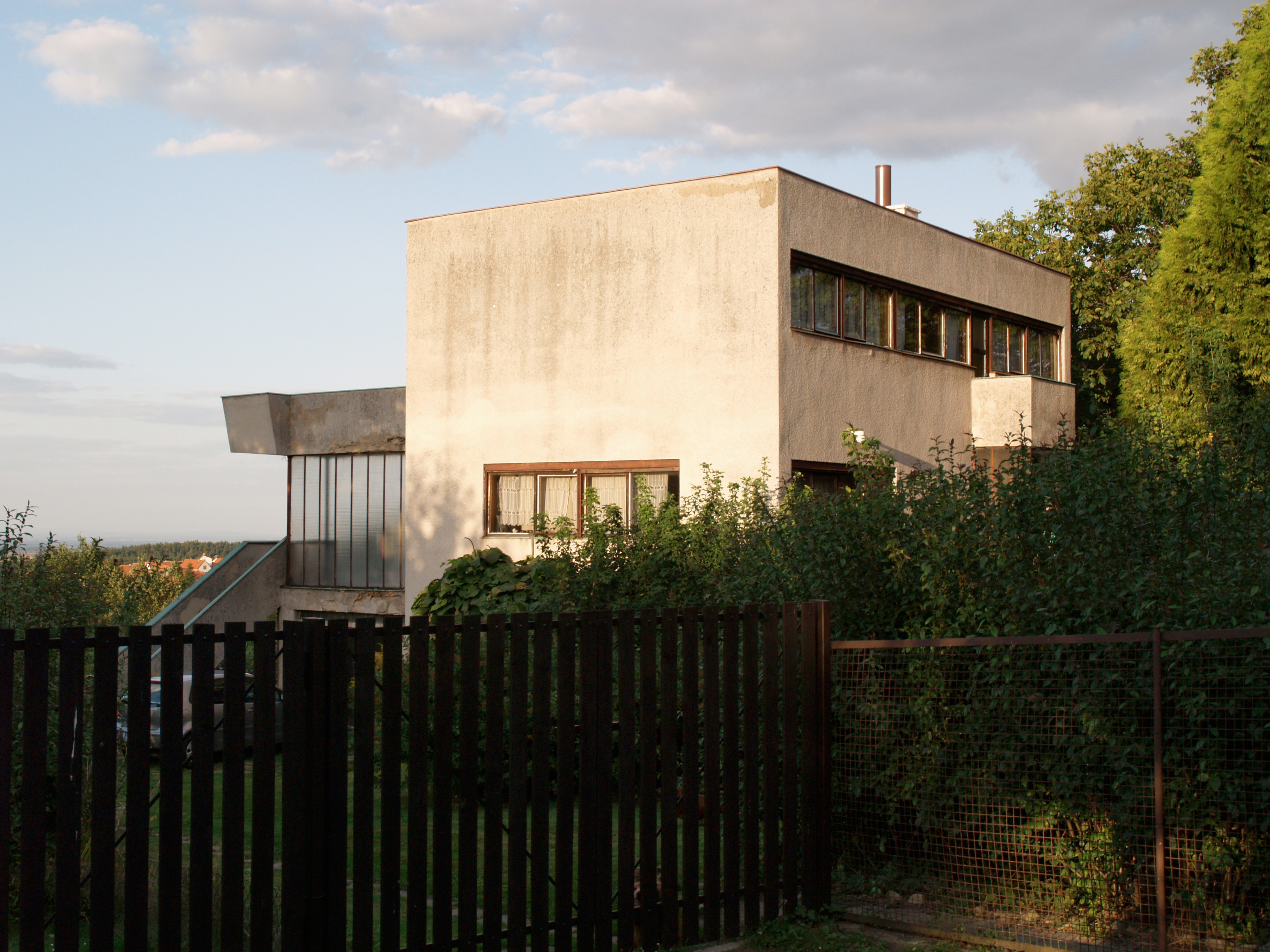
Letní vila ředitele kolínské elektrárny ESSO Ing. Budila v Kostelci nad Černými lesy
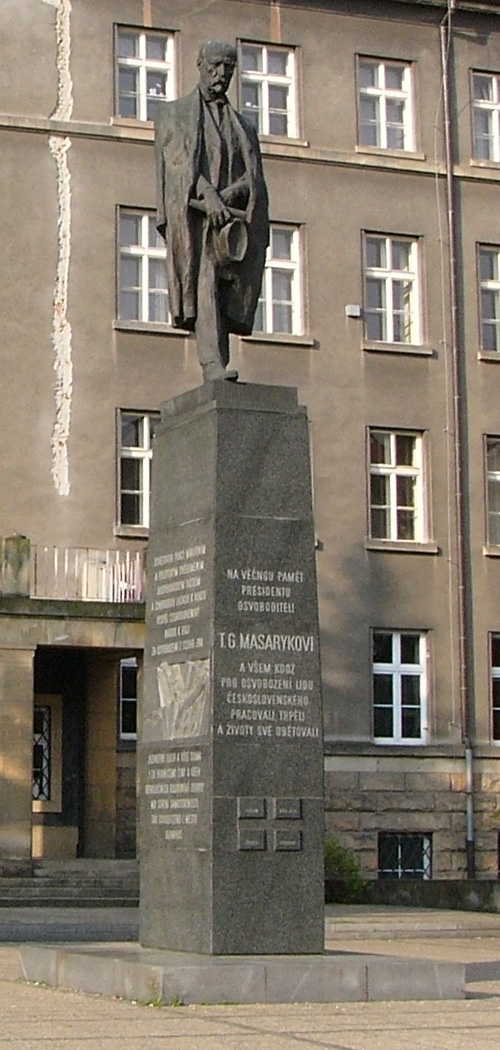
Socha Tomáše Garrigua Masaryka před budovou PdF UP podle návrhu Vincence Makovského a Jaroslava Fragnera
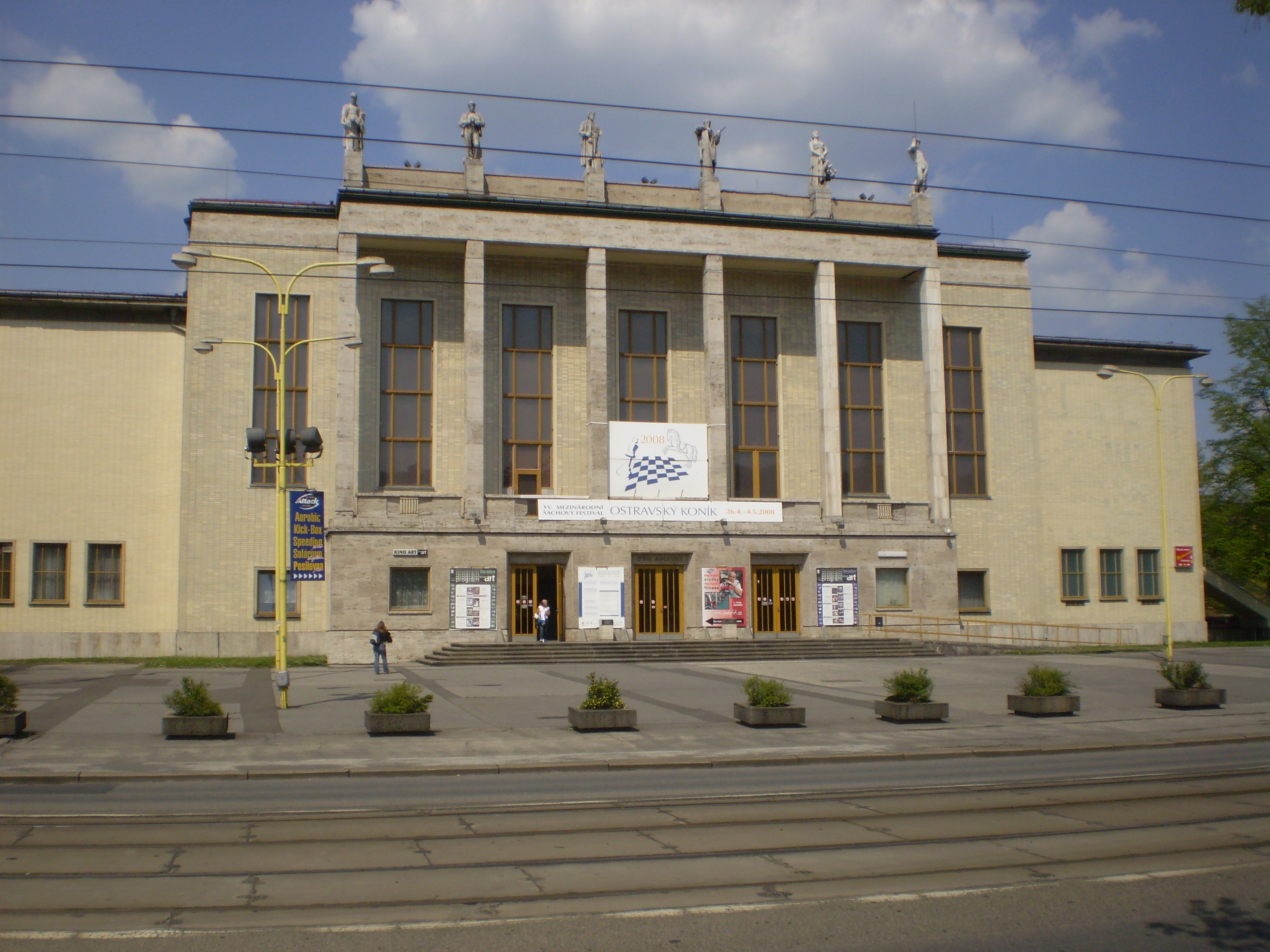
Dům kultury v Ostravě

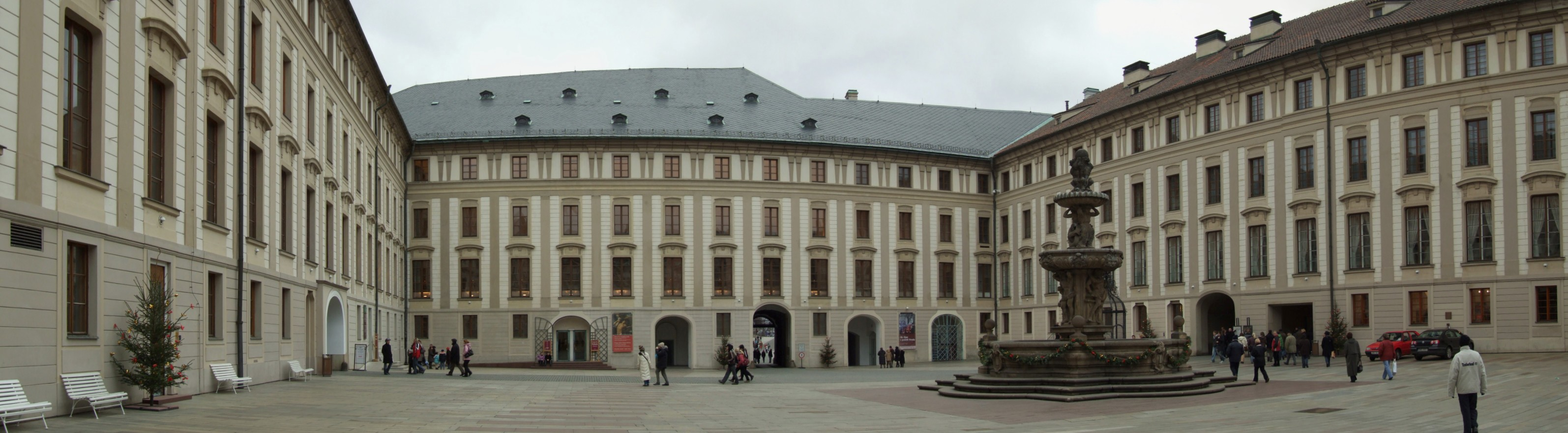
II. nádvoří Pražského hradu, úprava dlažby